# Liste des basiliques du Frioul-Vénétie Julienne
Cette liste recense les basiliques du Frioul-Vénétie Julienne, Italie.

## Liste
En 2019, le Frioul-Vénétie Julienne compte 6 basiliques.
| Basilique                           | Commune             | Diocèse | Date            | Coordonnées                       | Image |
| ----------------------------------- | ------------------- | ------- | --------------- | --------------------------------- | ----- |
| Basilique patriarcale d'Aquilée     | Aquilée             | Gorizia |                 | 45° 46′ 11″ nord, 13° 22′ 16″ est |       |
| Dôme de Cividale del Friuli         | Cividale del Friuli | Udine   | 25 juin 1909    | 46° 05′ 35″ nord, 13° 25′ 54″ est |       |
| Basilique Sant'Eufemia de Grado     | Grado               | Gorizia |                 | 45° 40′ 35″ nord, 13° 23′ 07″ est |       |
| Dôme de Monfalcone (it)             | Monfalcone          | Gorizia | 16 octobre 1940 | 45° 48′ 31″ nord, 13° 32′ 01″ est |       |
| Cathédrale de Trieste               | Trieste             | Trieste | 7 novembre 1899 | 45° 38′ 47″ nord, 13° 46′ 21″ est |       |
| Sanctuaire Notre-Dame-de-Grâce (it) | Udine               | Udine   | 26 avril 1921   | 46° 04′ 02″ nord, 13° 14′ 21″ est |       |